# Le cinque stagioni dell'amore
Le cinque stagioni dell'amore (As cinco estações do amor) è il terzo romanzo dello scrittore brasiliano João Almino. Pubblicato a Rio de Janeiro nel 2001 e ambientato a Brasilia, l'opera parla dei cambiamenti avvenuti negli ultimi tre decenni nella giovane capitale brasiliana.

## Edizioni
- João Almino, The Five Seasons of Love, Samba-Enredo.
- João Almino, The Five Seasons of Love, Alfaguara, Messico.
- João Almino, The Five Seasons of Love, Corregidor, Argentina.
- João Almino, The Five Seasons of Love, traduzione di Elizabeth Jackson, Host Publications, Austin, 2008,  pp. 156 pp, ISBN 978-0-924047-51-0.
- João Almino, The Five Seasons of Love, traduzione di Elizabeth Jackson, Host Publications, Austin, 2008,  pp. 156 pp, ISBN 978-0-924047-50-3.
- João Almino, Le cinque stagioni dell'amore, traduzione di Amina Di Munno, collana Comunità alternative, il Sirente, Fagnano Alto, 2012,  pp. 192 pp, ISBN 978-88-87847-32-1.